# طوایف بلوچ

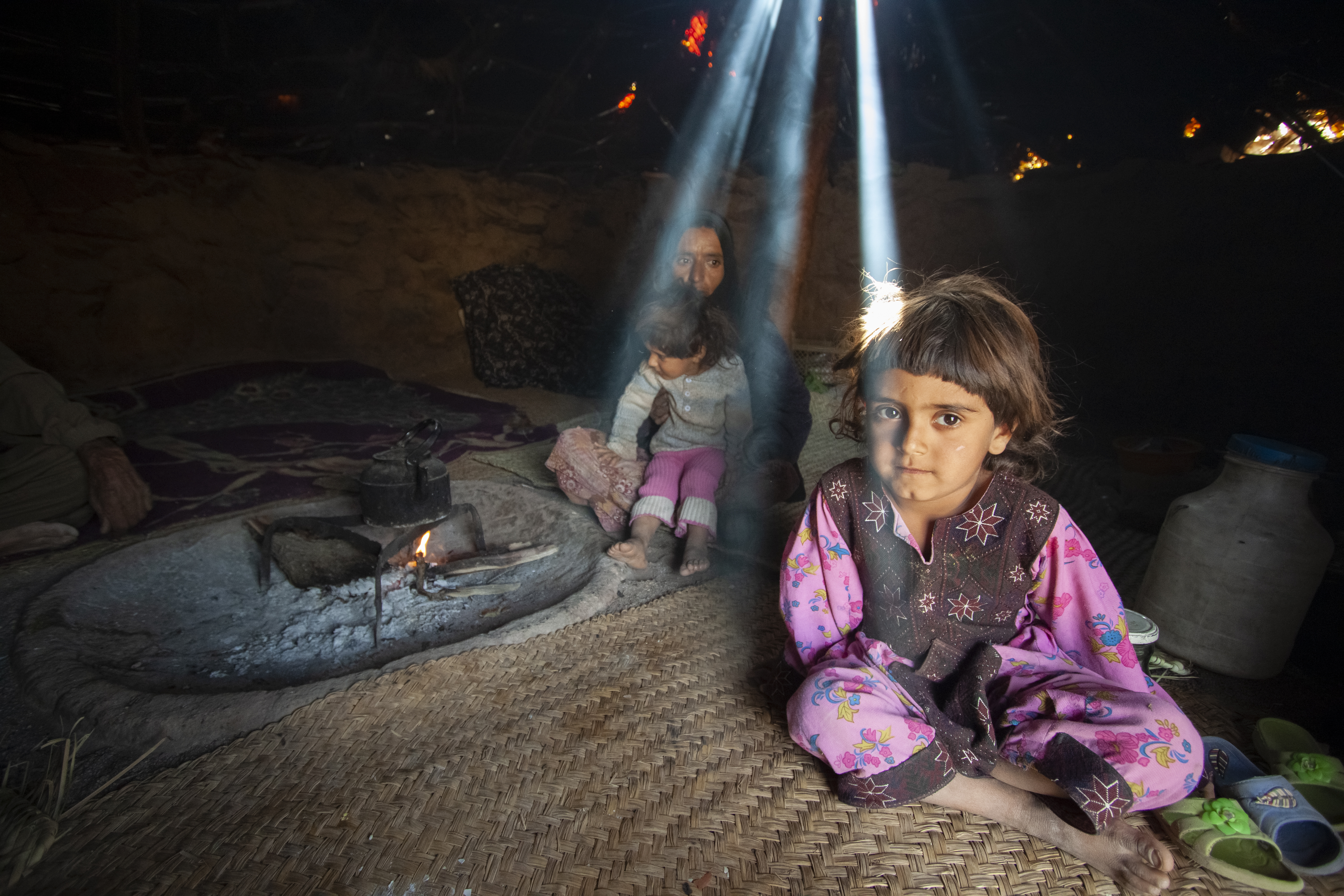
مردم بلوچ ساکن سیستان و بلوچستان ایران

مردم بلوچ از اقوام ایرانی‌تبار بومی ساکن در سرزمینی به نام بلوچستان هستند. این قوم آمیزه‌ای از طوایف بسیاری بوده که تمرکز جمعیتی آن در طول قرون تغییر کرده و بیشتر در بلوچستان شرقی و غربی مشاهده می‌شوند در حال حاضر
منطقهٔ بلوچستان و خراسان در جنوب‌شرق و شرق ایران و  گلستان در شمال ایران و غرب پاکستان و جنوب‌غرب افغانستان قرار دارد و هر بخش طوایف مختص به خود را دارد.

## در منطقه سرحد
سرحد ناحیهٔ شمالی را تشکیل می‌دهد و شامل مناطق، خاش و زاهدان(دزآپ) میرجاوه و شهرستان تفتان می‌باشد.
طوایف این منطقه عبارتند از: صوری زهی، حسن زهی، شهنوازی (رحمت زهی؛ سهراب زهی؛ حسین زهی؛ نائب زهی؛ دینارزهی)، کُرد (میربلوچ‌زهی و سهراب‌زهی)، طایفه تمندانی، ترشابی، شهلی‌بر، نارویی، ریگی، گمشادزهی، گرگیج، ملک رئیسی سرحدی، بندهی (ملک رئیسی),، عالی‌زهی، مرادزهی، دُرّازهی، یاهونک‌زهی، شهدادزهی، براهویی، هاشم‌زهی، کرم‌زهی، سارانی، گله‌بچه، صفاری، صفرزهی، سنجرانی، لجعی، ساقزی، مندیزهی، ایدوزهی، فیروزهی، نُهتانی، نوتی‌زهی، علی‌زهی، قنبرزهی، ساسولی، عیسی‌زهی، قلجایی، ملک رئیسی نوشیروان، محمودزهی، آزادی، محب‌زهی، حسین‌بر، ایرندگانی، انوشیروانی، جمشیدزهی، کوشه‌ای، سالارزهی، وِلّانی، قلندرزهی، کلندرزهی، خاشی، اُزبک‌زهی، رخشانی، رودینی، کیانی (ارباب‌زهی، دهمرده‌کاشانی و طوقی)، شاهوزهی، شه‌بخش، کهرازهی، چاری‌زهی، عُمَرزهی، سندک‌زهی و…

## در منطقه مکران
مکران ناحیهٔ جنوبی استان سیستان و بلوچستان را تشکیل داده و شامل مناطقی چون ایرانشهر، سراوان، چابهار، نیک‌شهر، سرباز، راسک، بزمان، و… می‌باشد.
طوایف این منطقه عبارتند از<:حسن زهی> بارک‌زهی، زین‌الدینی، میرلاشاری، مبارکی، بامری، باران‌زهی، دِهواری، هیبت‌زهی، دِهانی، سپاهی، زردکوهی، برهان‌زهی، قلندرزهی، شهنوتزی، رودینی، ناروئی، ساقزی، گمشادزهی، شیرانی، سردارزهی، شهلی‌بر، اربابی، بلوچ‌زهی، بلیده ایی، بیجارزهی، جمشیدزهی، رئیسی، بلوچی، کدخدایی، جدگال، هوت، کبدانی، پاهنگ، شه‌رسان‌زهی، پُرکی، اسحاق زهی، امیریان، موسی‌زهی، شیخ‌زاده، ملک رئیسی
(نظرزائی، کادری),ملک‌زاده، عیسی‌زهی، حسین‌بر، باهورزهی، آزادی، امراءرئیسی، جنگی‌زهی، سکوزهی، مندیزهی، بزرگ‌زاده، بهرامی، میرمرادزهی، مرادزهی، انوشیروانی، مُلّازهی، دُرّازهی، دُررزاده، هونک‌زهی، ایدوزهی، دل‌مرادزهی، شنبه‌زهی، گنگ‌زارزهی، خان‌زهی، جام، جت، صابرو (بادپا)، بردی (بردیگ)، کوسگ، سیساد، شیخ، کلمتی، پاداش، باروزهی، لتیگ، کرنگیش، گمشادی، بلانوشی، دادگر، دامنی، عبدل‌زهی، نخودزهی، داوودی، محمودزهی، خبیره، شکل زهی، جدی، دادآفرین، کدخدازاده، شاهک‌زهی، کلکلی، بیجارزهی، آبروش، انوری، لشکرزهی، پندار، اژدری، صمیمی، ایزدپناه، کشاورز، امیری، باشنده، ویدادزهی، کرم‌زهی، سگاری، دینارزهی، میرموسی‌زهی، صلاح‌زهی، دِهمیری، شعبان‌زهی، جهان‌گیرزهی، شِیهی، کوپش، رند، قلجه ای، بازگر، دگارانی، محمدی، قاضی‌زاده، گردهانی، میربان، سابکی، زمان‌خانی، قنبردزکی و شکربگی…<ref>کتاب قوم بلوچ-سیامک باقری‌چوکامی

## طایفهٔ ازبگزهی
یکی از طوایف بلوچ ساکن در کشورهای مختلف از جمله: ایران، افغانستان وپاکستان می‌باشند که در شهرهای مختلف این سه کشور ساکن هستند. ازبک‌زهی‌ها از نسل بادین یا همان بهاءالدین هستند.

### محل زندگی
اکنون اکثریت این طایفه در کشورهای ایران، افغانستان وپاکستان و عده ای هم در ترکمنستان زندگی می‌کنند. در ایران در شهرهای زابل، زاهدان، خاش، استان‌های گلستان ومازندران و در افغانستان در ولایات نیمروز هلمند، فراه، قندهار (تالاپ)، کابل و هرات و در پاکستان در شهرهای نوشکی، دالبندن وکویته ساکن هستند.